# Pristipomoides typus
Pristipomoides typus és una espècie de peix de la família dels lutjànids i de l'ordre dels perciformes.

## Morfologia
- Els mascles poden assolir 70 cm de longitud total.[4][5]

## Alimentació
Menja peixos i invertebrats bentònics.

## Hàbitat
És un peix marí de clima tropical que viu entre 40-120 m de fondària.

## Distribució geogràfica
Es troba a la Mar d'Andaman, des de Nova Guinea fins a Sumatra i les Illes Ryukyu, i, també, a Austràlia (Nova Gal·les del Sud).